# Godeberthe de Noyon
Godeberthe de Noyon (vers 640-vers 700) est une moniale qui vécut au VIIe siècle, et reconnue sainte par l'Église catholique.

## Biographie
Godeberthe, dont le prénom signifie « ferveur », naquit vers 640 dans une famille noble et pieuse du diocèse d'Amiens.
En 657, elle reçut le voile des mains de l'évêque Éloi de Noyon, qui lui offrit son anneau épiscopal. Elle fonda par la suite, dans une partie du palais que lui donna le roi Clotaire II, un couvent de moniales, qui suivit la règle adoptée par saint Éloi, association des règles de saint Benoît et de saint Colomban. 

## Miracles
Lors d’une épidémie de peste, elle supplia le clergé de la ville d’ordonner un jeûne de trois jours et la peste épargna les habitants de la ville. Alors qu’un incendie menaçait de détruire Noyon, par ses prières Godeberthe l’arrêta. Elle fut également thaumaturge, rendit la vue à des aveugles et guérit des malades par un simple signe de croix.

## Reliques

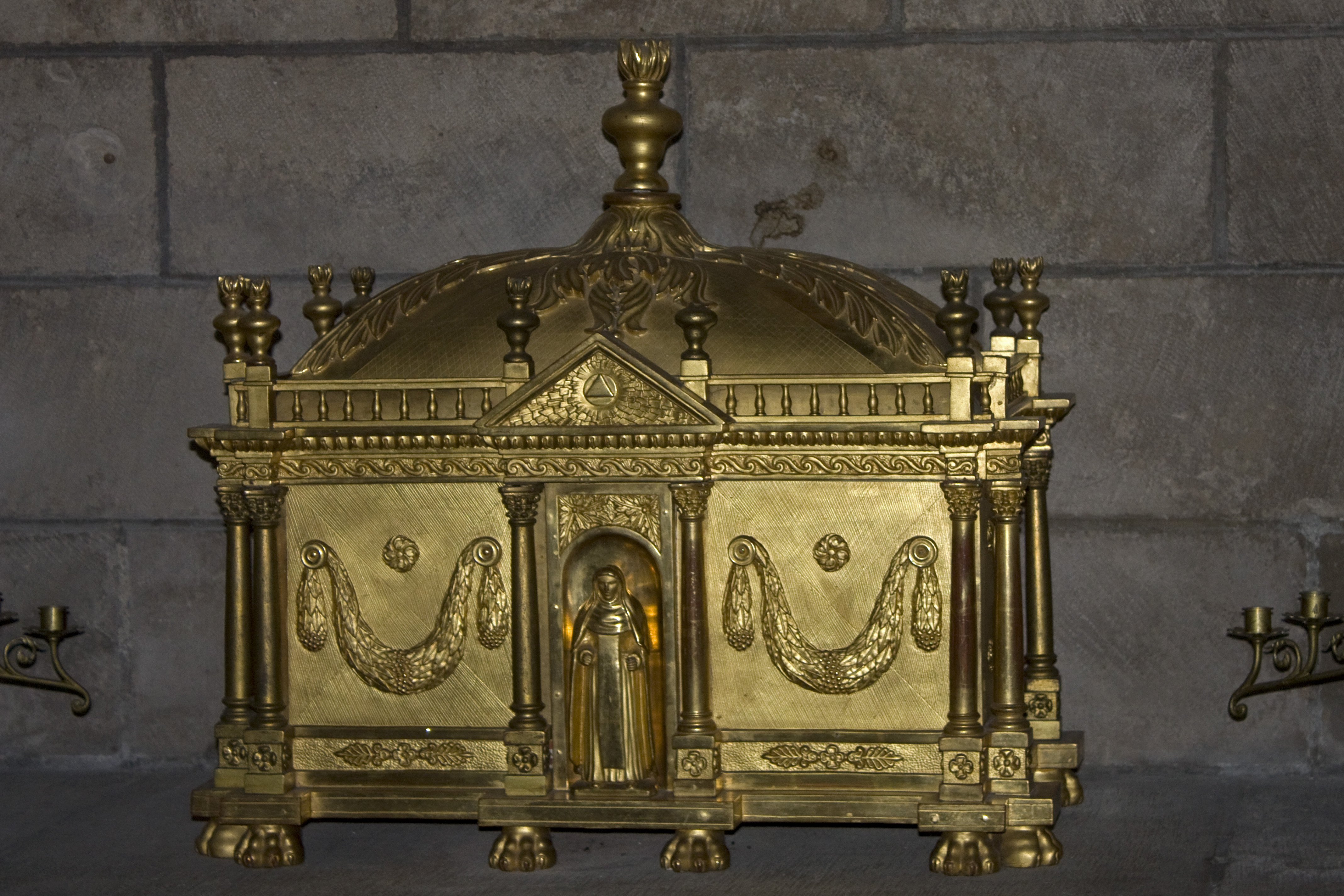
châsse de sainte Godeberthe.

Les reliques de sainte Godeberthe sont conservées dans une châsse du maître-autel de la cathédrale Notre-Dame de Noyon.
La châsse actuelle, réalisée en 1841, remplace le reliquaire datant de (1499-1503), réalisé par Jehan de Graval, orfèvre amiénois et fondu à la Révolution française. Elle est en bois doré et décorée de colonnettes, avec pieds et pots à feux ; son toit est amovible ; dans les niches ont été placées des statuettes.
En 1640, le roi Louis XIII, de passage dans la région, demanda qu'on lui donnât une relique de sainte Godeberte. Le 3 juin 1640 un os de la main de la sainte retiré de la châsse fut remis au roi.

## Culte
On invoque sainte Godeberthe pour lutter contre les fléaux, calamités : sécheresse, épidémies, inondations.